# Castillo de Litago
El castillo de Litago era una fortaleza medieval que existió en el municipio zaragozano de Litago, España. 

## Historia
Existen noticias de su existencia desde el año 1191 por un documento de honor regalis de Alfonso II a Miguel Valamazano. Posteriormente, en 1193 fue donado al Monasterio de Veruela confirmándose tal donación por sucesivos monarcas en 1247 y 1303
El último documento donde es mencionado es el testamento del alcaide Pedro Sánchez en 1475, no habiendo apenas mención al papel jugado durante los conflictos del siglo XIV y XV.

## Descripción
La torre campanario de la Iglesia de la Asunción de Nuestra Señora puede ser el único resto del castillo y se correspondería con la torre del homenaje ya que a finales del siglo XX se destruyeron los subterráneos con la construcción de una vivienda a pesar del Decreto de 22 de abril de 1949 y Ley 16/1985 de protección del Patrimonio Histórico Español.